# Timur Oruz
Timur Oruz (* 27. Oktober 1994 in Krefeld) ist ein deutscher Hockey-Nationalspieler, der 2016 Olympiadritter und 2023 Weltmeister wurde.
Timur Oruz spielte seit der Jugend beim Crefelder HTC. Nachdem er 2013 eine Saison beim Hamburger Polo Club gespielt hatte, kehrte er 2014 noch einmal zu seinem Stammverein zurück, bevor er 2015 zu Rot-Weiss Köln wechselte. 2016 gewann er den deutschen Meistertitel auf dem Feld mit den Kölnern.
Bei den Olympischen Spielen 2016 in Rio de Janeiro war Timur Oruz zusammen mit fünf weiteren Spielern von Rot-Weiss Köln im deutschen Aufgebot vertreten. Er gewann bei diesen Spielen mit der Hockey-Olympiamannschaft eine Bronzemedaille und wurde dafür am 1. November 2016 mit dem Silbernen Lorbeerblatt belohnt.
2021 wurde Oruz mit der deutschen Mannschaft Zweiter der Europameisterschaft in Amstelveen. Bei den Olympischen Spielen in Tokio belegten die Deutschen den zweiten Platz in ihrer Vorrundengruppe. Nach ihrer Halbfinalniederlage gegen die Australier verloren die Deutschen das Spiel um den dritten Platz mit 4:5 gegen die indische Mannschaft. Bei der Weltmeisterschaft 2023 in Bhubaneswar wirkte Oruz in allen sieben Spielen mit, so auch im Finale gegen Belgien. Deutschland wurde im Shootout Weltmeister.
Insgesamt bestritt Oruz bislang 115 Länderspiele. (Stand 12. Juni 2024)
Timurs Schwester Selin Oruz ist deutsche Hockey-Nationalspielerin und gehörte wie ihr Bruder zum Olympiaaufgebot 2016.